# Onion routing
Onion routing - представља технологију анонимне комуникације путем рачунарских мрежа. У onion мрежи, попут слојева лука, поруке су спаковане у слојеве енкрипције. Подаци се транспортују низом мрежних станица (чворова) од којих је свака задужена за један слој заштите, откривајући једино следећу дестинацију података. Када је последњи слој успешно дешифрован, подаци бивају достављени на одредиште. Последња станица једина зна садржај послатих података али не и пошиљаоца, тиме се постиже анонимност у onion мрежи.

## Развој и имплементација
Onion мрежа је развијена средином 1990—их у оквиру Америчке војно-поморске истраживачке лабораторије од стране Пол Сиверсона, Мајкл Џ. Рида и Дејвида Голдшлага за заштиту америчких обавештајних комуникација. Надаље је развијана у оквиру агенције за напредне одбрамбене истраживачке пројекте (ДАРПА) и патентирана од стране морнарице 1998. године.
Рачунарски експерти Роџер Дингледин и Ник Метјуз придружују се Сиверсону 2002. године, да развију оно што ће постати највећа и најпознатија имплементација оnion мреже, Тоr, касније названа The Onion Routing. Након што је војно-поморска истраживачка лабораторија објавила Тоr под слободном лиценцом, Дингледин и Метјуз са колегама покрећу пројекат Тоr као непрофитну организацију 2006. године уз финансијску подршку из Фонда електронских граница и низа других организација.

## Структура података
Оnion структура је добила име зато што подсећа на структуру лука и почива на дизајну паковања података у вишеструко-шифроване слојеве. Анонимност је гарантована тиме да рутери знају само дестинације и кључеве за дешифровање свог дела пакета. Подаци су шифровани веома снажном криптографијом све време док путују мрежом у зависности од тога код ког се рутера налазе. 

### Стварање структуре и пренос
За стварање и пренос оnion структуре путем анонимне мреже морају се испоштовати одрећени протоколи. Потребно је да пошиљалац изабере скуп чворова са листе представљене у директоријуму чворова. Изабрани чворови формирају путању, која се назива коло или ланац, којом ће порука ће бити прослеђена. Због очувања анонимности пошиљаоца, не постоји чвор у ланцу који може рећи да ли је чвор пре његовог пошиљалац или други посредник, као што је и он сам. Само крајњи чвор (exit node) поседује могућност да одреди своје место у ланцу.
Уз помоћ асиметричне криптографије пошиљалац добија јавни кључ од директоријума чворова (directory node) и шаље шифровану поруку на први чвор (entry node) успоставља везу и заједничку тајну. Пошиљалац, уз помоћ успостављене безбедне везе, преко првог чвора шаље шифроване поруке другом чвору који је само он у стању да дешифрује а први чвор није. Тај процес се наставља све док чвор који прима податке није излазни чвор. Подаци у транзиту кроз чворове подељени су у једнаке величине пакета, тако да није могуће наслутити ко је пошиљалац само уз помоћ анализе садржаја. Уобичајено је да се користе три чвора за овакав тип комуникације, теоријски нема ограничења у броју чворова али због перформанси обично је у питању ограничен број.
Када је ланац успостављен, пошиљалац може да пошаље податке преко интернета, анонимно. Када крајњи прималац података шаље податке назад, посреднички чворови одржавају исту везу назад ка пошиљаоцу, са подацима шифрованим слојевито поново али у супротном смеру.

## Слабости

### Анализа саобраћаја
Један од разлога зашто се типична интернет веза не сматра анонимном је способност интернет-провајдера да прати и бележи везе између рачунара. На пример када особа приступи одређеном сајту, путем сигурне https везе или неке друге такође безбедне, сами подаци или други садржај није видљив трећем лицу али постоји запис о конекцији, у које време се то десило и обим података који су прослеђени. Onion мрежа маскира те информације додајући додатне чворове у конекцији тако да не постоји директна веза између корисника и крајњег примаоца захтева. Анонимност се заснива на томе да су међу-чворови случајно изабрани, налазе се у другим државама са другачијим законима и направљена конекција представља само једну кап у мору у односу на целу оnion мрежу. Што значи са повећањем броја корисника мреже степен анонимности појединачног корисника расте. Практично је доказано да су потребни велики ресурси да би се разоткрио идентитет корисника мреже и да се то још није јавно догодило. Фактори који могу да олакшају анализу саобраћаја укључују малициозне чворове који бележе сесије које се догађају у мрежи.

### Рањивост излазног чвора
Иако је порука која се преноси унутар мреже неколико пута шифрована њен садржај је познат излазном чвору јер је он тај који шаље коначан захтев примаоцу. Излазни чвор малициозних намера може да сакупи веома битне податке за корисника, лозинке, банковне рачуне. Ден Егерстад, шведски истраживач, користећи ову технику прикупио је лозинке више од 100 е-маил налога повезаних са страним амбасадама.
Проблем рањивости излазног чвора сличан је оном у необезбеђеним бежичним мрежама. Оба проблема се решавају помоћу сигурне са краја-на-крај енкриптоване везе као што је протокол SSL или заштићени http (https). Ако постоји енкрипција са краја-на-крај између пошиљаоца и примаоца чак ни излазни чвор не може видети оригиналан садржај поруке.